# Buste de Femme Dora Maar
"Buste de Femme Dora Maar" è un dipinto attribuito a Pablo Picasso, trovato a Capri negli anni Sessanta da Luigi Lo Rosso e attualmente ritenuto autentico da diversi esperti del settore di fama internazionale.

## Storia
Il dipinto fu trovato nel 1962 da Luigi Lo Rosso, rigattiere di Pompei, in una piccola discarica a Capri, paese natale dell'uomo. La tela non riscontrò il favore della moglie di Luigi, Anna Longobardi, che la definì simpaticamente "sgorbio", ma che accettò (pur senza entusiasmo) di tenerla comunque. Giorni dopo, la signora Anna stese la tela sul pavimento e provvide a lavarla con scopa e sapone per liberare il "Volto di Donna" dai calcinacci di cui era incrostato. I coniugi pensarono anche di farla incorniciare presso un corniciaio di Pompei, che ignaro la tenne in custodia per mesi, prima di riconsegnarla ai Lo Rosso in una semplice cornice da poche lire, piuttosto grezza e dozzinale. Nonostante ciò, l'opera è rimasta sorprendentemente intatta da allora e per circa sessant'anni ha addobbato le pareti di casa Lo Rosso, e successivamente anche quelle di un ristorante e di una piccola pensioncina di loro gestione, ubicati di fronte l'ingresso principale degli Scavi di Pompei.
Nel Settembre 2024, Cinzia Altieri, grafologa consulente del Tribunale di Milano, ha analizzato la firma presente sul dipinto in alto a sinistra, confermando che si tratta di una autografa di Pablo Picasso. L'opera era stata già sottoposta a numerose analisi nel corso degli anni, inclusa quella di Maurizio Seracini, ingegnere specializzato nella diagnostica per i beni culturali, che ha sostenuto l'autenticità dell'opera anche in Tribunale in occasione di un suo sequestro e successivo dissequestro ad opera dell'Arma dei Carabinieri. Nonostante il parere favorevole degli esperti, al momento la Fondazione Picasso non si è ancora espressa al riguardo, condizione fondamentale per il riconoscimento ufficiale del dipinto all'interno del catalogo dell'artista di Malaga. La Fondazione pare avesse rifiutato di esaminare la dettagliata documentazione fornita dalla famiglia Lo Rosso a causa dell'elevato numero di richieste di autenticazione pervenute negli anni, ma anche per la presenza di un altro ritratto di Dora Maar molto simile, già catalogato ma poco noto nel mondo dell'Arte. Secondo Luca Gentile Canal Marcante, Presidente Onorario dell'Arcadia Foundation, è possibile che siano entrambi autentici e che Picasso abbia realizzato più ritratti dello stesso soggetto in momenti diversi della propria vita.
Il valore stimato dell'opera è di non meno di 6 milioni di euro, cifra che potrebbe quantomeno raddoppiare con il riconoscimento ufficiale della Fondazione Picasso.

## Dipinto
L'opera raffigura Dora Maar, fotografa, pittrice e poetessa francese legata sentimentalmente a Picasso negli anni Trenta e Quaranta.

## Il ruolo degli eredi Lo Rosso
Dai primi anni 2000 ad occuparsi delle ricerche sul caso è principalmente Andrea Lo Rosso, primogenito di Luigi Lo Rosso ed Anna Longobardi. Andrea ha proseguito gli iniziali sforzi tentati dal padre per raggiungere un verdetto definitivo e vedersi eventualmente autenticata l'opera, essendo stato il primo a sospettarne la genuinità. Da bambino infatti notò su un'enciclopedia regalatagli da sua zia un'opera di Picasso estremamente somigliante a quella appesa in casa, e che si rivelerà poi essere effettivamente un ritratto dello stesso soggetto, ancora oggi mai rintracciato dai Lo Rosso per un confronto diretto. L'immagine su carta presentava tuttavia una colorazione alterata, dovuta alla scarsa qualità di stampa delle tipografie in quegli anni. Nonostante gli scherni del maestro a scuola e i rimproveri del padre, è proprio in quell'occasione che la Famiglia Lo Rosso comprende le potenzialità della tela trovata arrotolata in quella discarica a Capri nel 1962.
Oggi Andrea, gestore del pub che una volta era il ristorante di suo padre, prosegue insieme con i fratelli Adriano e Mariarosaria nella ricerca della verità in nome di Luigi, scomparso nel Settembre 2021. La Famiglia Lo Rosso ha pertanto deciso di esporsi mediaticamente a livello nazionale ed internazionale, a mezzo stampa, social e anche partecipando a diverse trasmissioni televisive e radiofoniche italiane.